# Stranica (računalna memorija)
Stranica, memorijska stranica ili virtualna stranica je kontiguozni blok virtualne memorije fiksne duljine. Najmanja je jedinica podataka za:
- memorijska alokacija koju izvodi operacijski sustav za program
- transfer između glavne memorije i bilo kojeg pomoćnog pohrambenog prostora, kao što je tvrdi disk

Virtualna memorija dopušta da se može adresirati i rabiti stranicu koja trenutno ne boravi u glavnoj memoriji. Ako program pokuša pristupiti lokaciji u takvoj stranici, generira se iznimka zvana pogreška u stranici. Sklopovlje ili operacijski sustav tad dobije obavijest te automatski učitavaju zahtijevanu stranicu iz pomoćnog spremišnog prostora. Program koji adresira memoriju ne zna za pogrešku u stranici niti za proces koji ju prati. Stoga program može adresirati više (virtualnog) RAM-a nego što ga fizički postoji u računalu.
Transfer stranica između glavne memorije i pomoćnog prostora kao što je tvrdi disk, naziva se straničenje (eng. paging, swapping).